# Solución de dos Estados

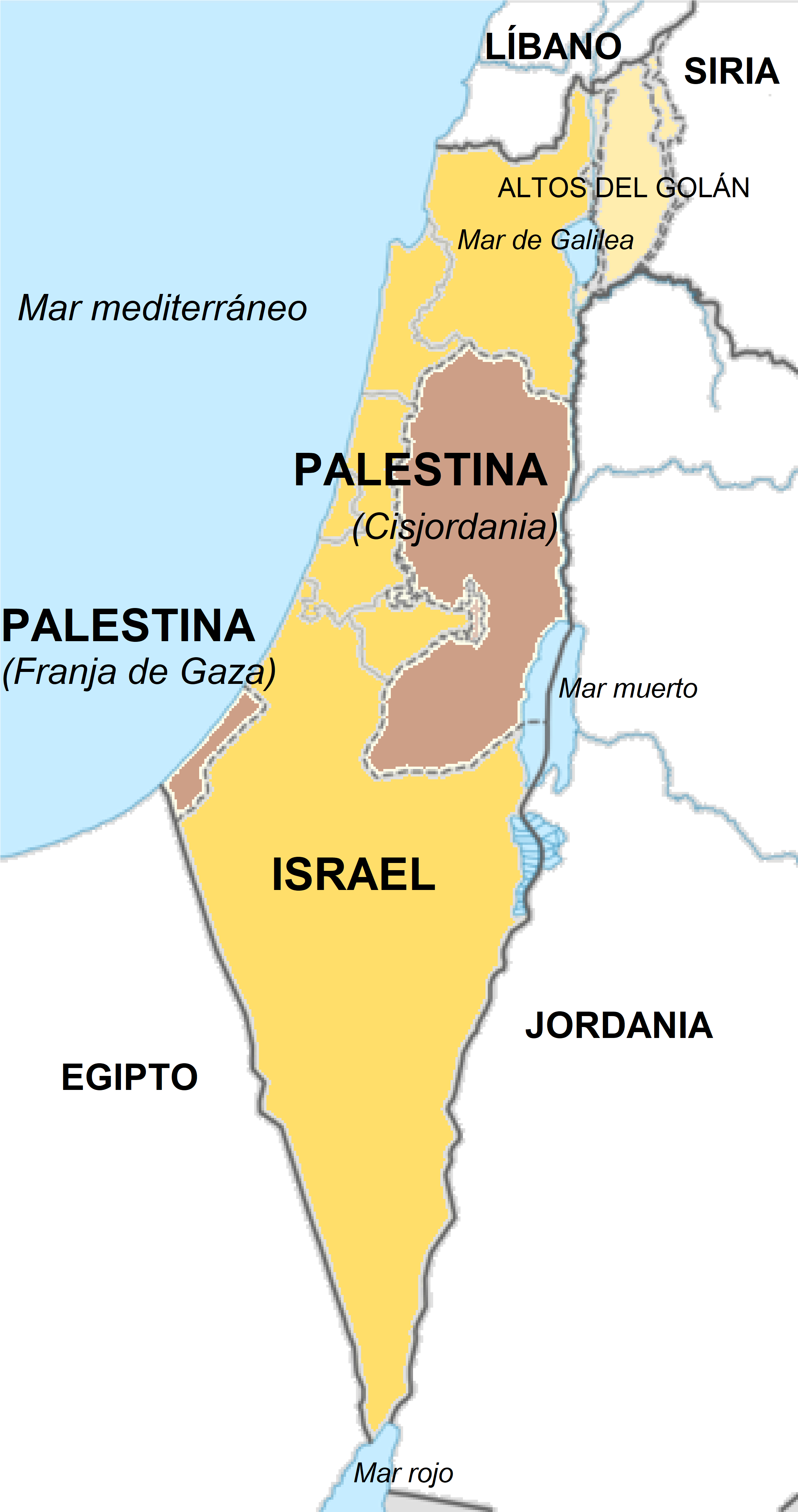
Solución de dos Estados: el Estado de Israel y el Estado de Palestina.

Se conoce como solución de dos Estados a la propuesta de crear dos Estados independientes en el territorio del antiguo mandato británico de Palestina para poner fin al conflicto entre Israel y Palestina y, a mayores, entre Israel y los demás países árabes.  
La propuesta asigna el territorio del antiguo mandato británico de Palestina al oeste del río Jordán al Estado de Palestina y el resto al Estado de Israel. Los límites de ambos están aún sujetos a debate y a una negociación final; sin embargo, en general, se asume que el Estado de Palestina comprendería la Franja de Gaza y Cisjordania, es decir, los actuales Territorios Palestinos administrados por la Autoridad Nacional Palestina.  
Los palestinos reivindican un Estado que tenga la Línea Verde como frontera y que, además de los territorios antes mencionados, incluya a Jerusalén Este como su capital; esta tesis es la admitida por la llamada comunidad internacional generalmente. 
Esta fue, en todo caso, la idea original de las Naciones Unidas cuando se aprobó en 1947 el plan de partición de Palestina en dos Estados; uno judío y otro árabe, lo que no llegó a concretarse tras el estallido de la primera guerra árabe-israelí en 1948.

## Historia de la solución de dos Estados
La primera propuesta para la creación de un Estado árabe y uno judío sobre la base de la zona occidental del mandato británico de Palestina se hizo en el reporte de la Comisión Peel de 1937, la cual concluyó que el mandato se había vuelto inviable, por lo que recomendó su partición. La comunidad árabe lo rechazó, mientras que la mayor parte del liderazgo judío la aceptó.
La ONU volvió a proponer la partición en 1947 en su Plan de partición de Palestina, que recomendaba dividir el mandato en dos Estados, uno judío y otro árabe, con un área bajo control internacional (corpus separatum) que incluía Jerusalén y Belén. Sin embargo, el plan fue rechazado por los líderes de las naciones árabes y los líderes palestinos, que se oponían a cualquier partición de Palestina y a cualquier presencia judía independiente en el área. 
Al final del mandato británico estalló la guerra árabe-israelí de 1948 por el control de los territorios en disputa, lo que culminó con el armisticio árabe-israelí de 1949. La guerra resultó en la huida o expulsión de 750.000 palestinos, conocida como Nakba, de los territorios que se convirtieron en el Estado de Israel.

#### Resolución 242 del Consejo de Seguridad de la ONU y el reconocimiento de los derechos palestinos
Después de la guerra de los Seis Días de 1967, el Consejo de Seguridad de las Naciones Unidas aprobó unánimemente la Resolución 242, llamando a la retirada israelí de los territorios ocupados durante la guerra y al "cese de toda beligerancia o alegación de su existencia, y respeto y reconocimiento de la soberanía, integridad territorial e independencia política de todos los Estados de la zona". La Organización para la Liberación de Palestina (OLP), formada en 1964, criticó enérgicamente la resolución, señalando que reducía la cuestión palestina a un problema de refugiados.
En septiembre de 1974, 56 estados miembros de la ONU propusieron que "la cuestión de Palestina" se incluyera como tema en la agenda de la Asamblea General. En la resolución adoptada el 22 de noviembre de 1974, la Asamblea General afirmaba los derechos de los palestinos, que incluían el "derecho a la libre determinación sin injerencia del exterior", "el derecho a la independencia y la soberanía nacionales" y "a regresar a sus hogares y sus propiedades, de los que han sido desalojados y desarraigados". Desde entonces, tales derechos se han reafirmado constantemente.

#### Aceptación de la solución de dos Estados por parte de la OLP
La primera indicación de que la OLP aceptase la solución de dos Estados o, al menos, sus fundamentos fue articulada por el político palestino Said Hammami a mediados de 1970. 
Estados Unidos vetó las resoluciones del Consejo de Seguridad de la ONU basadas en la Línea Verde antes de junio de 1976. Si bien Estados Unidos apoyaba la resolución, argumentaba que ambas partes debían negociar directamente las fronteras. La resolución de la ONU, en cambio, sí tuvo un apoyo abrumador en la Asamblea General desde 1975. 
La declaración de independencia de Palestina del 15 de noviembre de 1988, la cual alude al Plan de Partición de las Naciones Unidas de 1947 y a "las resoluciones de la ONU desde 1947" se han interpretado, en general, como un reconocimiento indirecto del Estado de Israel y un respaldo a la solución de dos Estados. El plan de partición se mencionó para dar legitimidad a la nación palestina.

### Resolución 2334 del Consejo de Seguridad de la ONU
El 23 de diciembre de 2016, el Consejo de Seguridad de la ONU aprobó la Resolución 2334 que se pronunció sobre los asentamientos israelíes en los territorios palestinos ocupados. En ella, el Consejo de Seguridad ratificaba su respaldo a la solución de dos Estados al declarar «que el establecimiento de asentamientos por parte de Israel en el territorio palestino ocupado desde 1967, incluida Jerusalén Oriental, no tiene validez legal», expresando además su «grave preocupación por el hecho de que la continuación de las actividades de asentamiento israelíes esté poniendo en peligro la viabilidad de la solución de dos Estados basada en las fronteras de 1967».

#### Aceptación de Hamás de las fronteras de 1967
El 1 de mayo de 2017, el movimiento Hamás, que controla la Franja de Gaza, anunció que aceptaba la creación de un Estado palestino con fronteras en la Línea Verde. Tal reconocimiento se dio en virtud de las enmiendas realizadas a la llamada Carta Fundacional de Hamás, que no se había revisado desde su constitución en 1988.